# Hustlerstil 1995-2005
Hustlerstil 1995-2005 er et opsamlingsalbum fra den danske rapgruppe Østkyst Hustlers. Det udkom i 2005 som den første udgivelse fra gruppen under navnet Østkyst Hustlers siden Så Hold Dog Kæft, der udkom i 1998. Bossy Bo og Jazzy H havde i mellemtiden udgivet Get a Life Selv i 2003 under navnet Hustlerne.
Hustlerstil 1995-2005 indeholder sange fra gruppens tre studiealbums. Med albummet kom en DVD med interviews og musikvideoer.

## Spor
1. "Hustlerstil"
2. "Hun Stjæler Mit Hoved"
3. "Håbløs"
4. "Ankomst"
5. "Han Får For Lidt"
6. "Kyssesvinet"
7. "Penge Ind På Torsdag"
8. "Fuck'd Op"
9. "Din Mor"
10. "Bla Bla Bla"
11. "Møntvask"
12. "Get A Life"
13. "Hey-Hoh"
14. "Tredje Til Højer"
15. "Hvordan Går Det?"
16. "2450 SV"
17. "Buggedibeat"
18. "Står Her Endnu"